# Bado Kidogo
Bado Kidogo är den svenska proggruppen Archimedes badkars fjärde och sista studioalbum, utgivet 1979 på skivbolaget MNW (skivnummer MNW 91P). Skivan spelades in tillsammans med det tanzaniska bandet Afro 70.

## Låtlista

### LP-versionen
A
1. "Kila Mtu (Everybody)" – 6:09
2. "Kwa Vile Nakupenda (Because I Love You)" – 5:33
3. "Nimashaka (Doubts)" – 5:41

B
1. "Bado Kidogo (Not Yet)" – 4:07
2. "Leo Harusi (Wedding Day)" – 3:59
3. "Darafo/ Darkpen (Funeral Music from Ghana)" – 12:28

### Fotnoter
1. ↑  ”Bado Kidogo”. Discogs.com. http://www.discogs.com/Archimedes-Badkar-Afro-70-Band-Bado-Kidogo/release/1218474. Läst 5 september 2012.